# 特魯拜齊
49°41′57″N 33°19′16″E / 49.69917°N 33.32111°E
特魯拜齊（烏克蘭語：Трубайці），是烏克蘭中部的村莊，隸屬波爾塔瓦州的盧布尼區。該村處於霍羅爾河左岸，分別距離庫皮基1.5公里和科斯秋基2公里，2001年人口725。